# Das schwarze Herz (Roman)
Das schwarze Herz ist der Debütroman des irischen Schriftstellers John Connolly, der im Jahr 1999 unter dem Originaltitel Every Dead Thing und im Jahr 2000 als deutsche Ausgabe im Ullstein-Verlag erschien. Das schwarze Herz bildet den Auftakt der Charles-„Bird“-Parker-Serie.

## Klappentext
Der New Yorker Detektiv Parker hat die falsche Nacht gewählt, um sich in seiner Lieblingsbar zu betrinken. Zuhause hat ein Eindringling seine Frau und seine kleine Tochter umgebracht und die Leichen einer Pietà ähnlich arrangiert. Noch in derselben Nacht quittiert Parker den Dienst. Er hat nur noch ein Ziel: den Dämon zu finden, der sein Leben zerstört hat.

## Inhalt
Der Roman spielt im Jahr 1996. Als der Polizist Charles Parker betrunken nach Hause kommt, entdeckt er die Leichen seiner Frau und seiner Tochter, die von einem unbekannten Täter lebendig gehäutet wurden. Ihnen wurde die Haut und buchstäblich das Gesicht abgezogen. Die Tat ähnelt einem Ritualmord, da die Ermordeten außerdem nach Art einer Mariendarstellung mit dem Leichnam Jesu Christi drapiert wurden. Parker ist nur noch von Rachegedanken geleitet und quittiert auf der Stelle seinen Dienst. Als Täter kommt in erster Linie der sogenannte „Fahrende Mann“ in Frage, der von dem Wahn getrieben ist, mit den Leichen bestimmte Szenen aus historischen Anatomie-Büchern nachzuempfinden. Sein Motiv ist die „Sterblichkeit der Menschheit“, welcher er in einer krankhaft künstlerischen Art und Weise darstellen möchte, wie die Psychologin Rachel Wolfe erklärt. Parker benötigt einige Monate, um das Erlebte einigermaßen zu verarbeiten. Er wird dabei vom Serientäter beobachtet, welcher weitere Morde begeht, um mit ihm in Verbindung zu bleiben. Während die Ermittlungen des FBI ins Leere gehen, wird Parker Privatdetektiv, um seinen Plan, den „Fahrenden Mann“ zur Strecke zu bringen, weiterverfolgen kann. Bei der Suche nach dem Täter wird er von seinen beiden Freunden Angel und Louis unterstützt. Außerdem wird er von Isobel Barton, einer Freundin eines seiner Bekannten, damit beauftragt, Nachforschungen im Fall Catharine Demeter anzustellen, die als vermisst gemeldet wurde. Dabei führt ihn eine Spur in die Südstaaten der USA, nach Haven, der Heimatstadt von Catharine. Hierbei kommt er in Kontakt mit einer lokalen Mafiafamilie. Der Sohn des Paten, Sonny Ferrera, hat eine sadistische Veranlagung und veranstaltet in der Umgebung perverse Snuff-Veranstaltungen, bei denen Minderjährige zu seiner Unterhaltung auf grausame Weise getötet werden. Parker findet heraus, dass Sonny regelmäßig von einem psychopathischen Paar beliefert wird. In einem vorläufigen Showdown werden alle Beteiligten getötet. Kurz vor seinem gewaltsamen Ende klärt ihn Sonny Ferrera, der Boss der „Kindermörder-Mafia“, darüber auf, dass er unter anderem auch in Verbindung mit dem „Fahrenden Mann“ stand. Der Privatdetektiv versucht herauszubekommen, wo die Mordserie des Killers seinen Anfang genommen hatte, und kommt ihm in den Sümpfen Louisianas auf die Spur. In New Orleans erzählt ihm eine Voodoo-Wunderheilerin die Legende vom „Fahrenden Mann“. Die Geschichte führt in einen lokalen Gangsterkrieg und endet im finalen Showdown.

## Sprachstil
„Es ist kalt im Auto, eine Grabeskälte. Ich lasse die Klimaanlage voll aufgedreht, damit die sinkende Temperatur mich wach halt. Das Radio ist leise gestellt, doch trotzdem höre ich einen Song, der beharrlich das Motorengeräusch übertönt. Es ist irgendwas aus den frühen Jahren von REM, von Schultern und Regen. Ich habe Cornwall Bridge vor gut acht Meilen passiert und komme nun bald nach South Canaan und dann nach Canaan selbst, um anschließend die Grenze nach Massachusetts zu überqueren. Vor mir erblaßt der helle Sonnenschein, und der Tag gleitet allmählich in die Nacht über.“

## Rezensionen
Michael Drewniok beschreibt den Roman mit „durchgeknallte Massenschlächter treten sich auf die Füße“. Der Autor versucht das übliche Klischeebild eines irren Mörders durch exzessive Brutalität und übersteigerte Massengemetzel noch zu überbieten. Im Buch Das schwarze Herz laufen zwei Handlungsstränge parallel. Der Nebenstrang behandelt die Ereignisse um den pädophilen Sonny Ferrera, die in einem Massaker enden und somit den Spannungsbogen abrupt absinken lassen. Danach setzt die Haupthandlung um den „Fahrenden Mann“ wieder ein, woraus gewisse unlogische Elemente entstehen.
Der Antagonist, welcher dämonische Züge trägt, tritt zumeist nur portionsweise in Erscheinung, um den Horror weiter steigern zu können. Die Kulisse der Südstaaten wird nicht mit den üblichen romantisierenden Klischees wie in In der Hitze der Nacht geschildert, sondern auf ganz eigenwillige Art.
Das schwarze Herz zählt durch seine Darstellung von Foltermethoden und entstellten Leichen zu den Werken der härteren Spannungsliteratur. Der Autor verleiht der in der Kriminalliteratur bereits stark abgenutzten Figur des Serienkillers durch „Glaubwürdigkeit“ und „Originalität“ Conolly bedient sich hierbei gewisser Ironie. Der Mörder ist einerseits der „harmlose Nachbar von nebenan“, lebt aber andererseits in der Schattenwelt eines brutalen und gewissenlosen Monsters. Hieraus beziehe die Charlie „Bird“ Parker-Reihe sogar ihr Alleinstellungsmerkmal. Die Gewaltdarstellungen würden nicht wie bei Edward Lee oder Richard Laymon in die Gewaltpornografie abgleiten, sondern die atmosphärische Dichte der Erzählung untermauern. Auf die typischen Südstaaten-Klischees werde weitgehend verzichtet, dafür vermag es Connolly die „die Essenz des Bösen auf Papier zu bringen“ und den Leser aus der „alltäglichen Komfortzone“ herauszuholen. So würde beispielsweise ein permanentes Gefühl des „sich verfolgt fühlen“ erzeugt. Problematisch hingegen sei die Gesamtkomposition des Werkes, da die beiden Handlungsstränge nicht parallel verlaufen würden. Connolly, ein katholischer Ire, verarbeitet in Das schwarze Herz überwiegend religiöse Motive wie Schuld, Sühne, Vergebung und Rache.

## Ausgaben
- John Connolly: Das schwarze Herz. Ein Charlie-Parker-Thriller, Originaltitel: “Every Dead Thing”. Ullstein-Verlag, München 2001, ISBN 3-548-25150-1.